# حسن حضرتی طراح سیاه و قلم
حسن حضرتی، هنرمند نام‌آور و استاد چیره‌دست در هنر طراحی سیاه‌قلم، در چهاردهم مهرماه سال ۱۳۶۲ چشم به جهان گشود. او که سال‌هاست در عرصه آموزش به عنوان معلم پسران در مقطع راهنمایی فعالیت می‌کند، با شور و اشتیاقی وصف‌ناپذیر، دانش و تجربه‌های گران‌بهای خود را به نسل جوان منتقل می‌نماید. مهارت بی‌نظیر حسن در طراحی چهره، همراه با دقت و ظرافتی خاص، آثارش را به نمونه‌هایی جاودانه و ماندگار بدل کرده است؛ آثاری که هر بیننده‌ای را مسحور زیبایی و عمق احساس خود می‌سازد. زندگی شخصی او نیز همچون هنر او، سرشار از عشق و مهر است؛ او مردی متأهل و پدری دلسوز برای یک دختر و یک پسر است که هر دو، الهام‌بخش و انگیزه‌بخش زندگی‌اش به شمار می‌آیند. در کنار این‌ها، حضور خواهر و برادرش، پیوندی مستحکم و گرم در خانواده‌اش ایجاد کرده است. حسن حضرتی، با تلفیق هنر بی‌بدیل، تعهد به آموزش و عشق به خانواده، تصویری از انسانی کامل و الهام‌بخش را به نمایش می‌گذارد؛ مردی که با قلم و قلبی پر از احساس، جهان پیرامونش را به مکانی زیباتر و دلنشین‌تر تبدیل می‌کند.